# العلاقات العراقية التشيلية
العلاقات العراقية التشيلية هي العلاقات الثنائية التي تجمع بين العراق وتشيلي.

## مقارنة بين البلدين
هذه مقارنة عامة ومرجعية للدولتين:
| وجه المقارنة                                              | العراق                       | تشيلي                         |
| --------------------------------------------------------- | ---------------------------- | ----------------------------- |
| المساحة (كم2)                                             | 437.07 ألف                   | 756.10 ألف                    |
| عدد السكان (نسمة)                                         | 38.27 مليون                  | 17.37 مليون                   |
| الكثافة السكانية (ن./كم²)                                 | 87.56                        | 22.97                         |
| العاصمة                                                   | بغداد                        | سانتياغو                      |
| اللغة الرسمية                                             | اللغة العربية، اللغة الكردية | اللغة الإسبانية               |
| العملة                                                    | دينار عراقي                  | بيزو تشيلي، وحدة حساب تشيلية ‏ |
| الناتج المحلي الإجمالي (بليون دولار)                      | 197.72 مليار                 | 277.08 مليار                  |
| الناتج المحلي الإجمالي (تعادل القوة الشرائية) بليون دولار | 560.73 مليار                 | 419.39 مليار                  |
| الناتج المحلي الإجمالي الاسمي للفرد دولار أمريكي          | 4.94 ألف                     | 13.42 ألف                     |
| الناتج المحلي الإجمالي للفرد دولار أمريكي                 | 15.06 ألف                    | 22.07 ألف                     |
| مؤشر التنمية البشرية                                      | 0.654                        | 0.832                         |
| رمز المكالمات الدولي                                      | +964                         | +56                           |
| رمز الإنترنت                                              | .iq                          | .cl                           |
| المنطقة الزمنية                                           | ت ع م+03:00، ت ع م+04:00     | 00، 00، 00، 00                |

## منظمات دولية مشتركة
يشترك البلدان في عضوية مجموعة من المنظمات الدولية، منها:
| علم المنظمة | اسم المنظمة                        | تاريخ انضمام العراق | تاريخ انضمام تشيلي |
| ----------- | ---------------------------------- | ------------------- | ------------------ |
|             | مؤسسة التنمية الدولية              | 29 ديسمبر 1960      | 30 ديسمبر 1960     |
|             | يونسكو                             | 21 أكتوبر 1948      | 7 يوليو 1953       |
|             | وكالة ضمان الاستثمار متعدد الأطراف | 6 أكتوبر 2008       | 12 أبريل 1988      |
|             | الأمم المتحدة                      | 21 ديسمبر 1945      | 24 أكتوبر 1945     |
|             | الاتحاد البريدي العالمي            | ?                   | ?                  |
|             | البنك الدولي للإنشاء والتعمير      | 27 ديسمبر 1945      | 31 ديسمبر 1945     |
|             | الاتحاد الدولي للاتصالات           | 12 نوفمبر 1928      | 1908               |
|             | منظمة حظر الأسلحة الكيميائية       | ?                   | ?                  |
|             | مؤسسة التمويل الدولية              | 27 ديسمبر 1956      | 15 أبريل 1957      |
|             | منظمة الشرطة الجنائية الدولية      | ?                   | ?                  |

## أعلام
هذه قائمة لبعض الشخصيات التي تربطها علاقات بالبلدين:
- عشتار ياسين جوتيريز (1968 – )

## وصلات خارجية
- موقع وزارة الخارجية العراقية
- موقع وزارة الخارجية التشيلية